# Dualismo educacional
Dualismo Educacional se caracteriza pela forma distinta de educação oferecida às camadas mais pobres e ricas da sociedade e foi criada para contrapor à educação difusa e informal das sociedades tribais. De acordo com Aranha, a origem do dualismo se verifica nas antigas civilizações orientais, quando suas organizações políticas e sociais se tornaram mais complexas e hierarquizadas. No entanto, não é apenas na antiguidade que essa relação existe, isso porque na atualidade ainda permanece essa forma de organização, que acaba sendo um dos fatores que reforçam a desigualdade social.
Nessa relação dual existente no sistema educacional, a educação pública possui um déficit na aprendizagem, se aprofundando menos à assuntos que deveriam ter uma abordagem maior. Por outro lado, o acolhimento social recebido é mais presente quando se comparado ao ensino particular, que pode ser entendido como um ambiente em que os alunos têm contato com elementos fundamentais à sobrevivência do ser humano, como alimentação e socialização.
Já o ensino particular recebe uma educação mais rígida e desenvolve um processo de metas a serem cumpridas para evoluir a aprendizagem do aluno, com uma 
abordagem diferenciada e com uma maior proximidade entre o corpo docente e os alunos. 

## Ensino público
No Brasil, de acordo com  os artigos 23 e 211 da Constituição Federal e com a Lei de Diretrizes e Bases da Educação (LDB), a educação pública é responsabilidade de todas as esferas do governo: federal, estadual e municipal. O artigo 23 inciso V, traz que “é competência comum da União, dos Estados, do Distrito Federal e dos Municípios proporcionar os meios de acesso à cultura, à educação, à ciência, à tecnologia, à pesquisa e à inovação”. Já o artigo 211 define que “a União, os Estados, o Distrito Federal e os Municípios organizarão em regime de colaboração seus sistemas de ensino”. Nesse cenário, a LDB vem apenas para reforçar os princípios constitucionais no que tange ao sistema educacional brasileiro. Sua última atualização é do ano de 1996.
Nesse cenário, as creches e o Ensino Fundamental I ficam prioritariamente a cargo do governo municipal de cada cidade, o Ensino Fundamental II, o ensino médio e a educação superior fica a priori a cargo dos governos estaduais, já o governo federal é responsável pela gerência financeira e técnica de todo o sistema educacional brasileiro, além de serem responsáveis pelas universidades federais.

### Educação infantil
De acordo com a LDB, artigo 29, a Educação Infantil consiste na educação de crianças entre 0 a 5 e está dividido em duas partes: creche e pré-escola. Essa divisão vale tanto para o ensino público, quanto para o privado.  Ainda de acordo com o artigo 29, a finalidade do ensino infantil é “o desenvolvimento integral da criança até seis anos de idade, em seus aspectos físico, psicológico, intelectual e social, complementando a ação da família e da comunidade”.
Ainda de acordo com a LDB, o ensino infantil não é uma modalidade obrigatória, dessa forma, fica a escolha do município definir se irá ou não disponibilizar centros de educação infantil e diferentemente dos demais níveis educacionais, o ensino infantil não possui um currículo formal. Ela apenas segue o Referencial Curricular Nacional para a Educação Infantil de 1998.
Um problema muito comum que atinge o ensino infantil público se refere ao número de vagas ofertadas. É comum ver anualmente nos telejornais que faltam vagas para as crianças, fazendo com que alguns pais precisam procurar um centro infantil particular ou ainda contratar uma babá particular para ficar responsável por seus filhos. Em casos, onde isso não é possível de acontecer, as crianças ficam sob tutela de algum outro familiar. 
Segundo dados da Pesquisa Nacional por Amostra de Domicílios Contínua (Pnad) divulgados em maio de 2018 pelo Instituto Brasileiro de Geografia e Estatística (IBGE), entre as crianças de 0 a 3 anos que pertencem aos 20% com a renda domiciliar per capita mais baixa do país, 33,9% estão fora da escola porque não existe vaga ou creche perto delas. Já entre no grupo de 20% com a renda mais alta, esse problema só atinge 6,9% das crianças.

### Ensino Fundamental
É o ensino de crianças a partir dos 6 anos de idade e é obrigatório. Segundo o artigo 38 da LDB, os objetivos do ensino fundamental são: I - o desenvolvimento da capacidade de aprender, tendo como meios básicos o pleno domínio da leitura, da escrita e do cálculo; II - a compreensão do ambiente natural e social, do sistema político, da tecnologia, das artes e dos valores em que se fundamenta a sociedade; III - o desenvolvimento da capacidade de aprendizagem, tendo em vista a aquisição de conhecimentos e habilidades e a formação de atitudes e valores e IV - o fortalecimento dos vínculos de família, dos laços de solidariedade humana e de tolerância recíproca em que se assenta a vida social.
O ensino fundamental é dividido em duas partes: anos iniciais (ou fundamental I) e contempla do 1o ao 5o ano; e anos finais (ou fundamental II) e contempla do 6o ano até o 9o ano. Possui também uma base nacional comum e deve ser complementada de acordo com as características regionais e sociais de cada lugar. No entanto, os princípios básicos são: I - a difusão de valores fundamentais ao interesse social, aos direitos e deveres dos cidadãos, de respeito ao bem comum e à ordem democrática; II - consideração das condições de escolaridade dos alunos em cada estabelecimento; III - orientação para o trabalho e IV - promoção do desporto educacional e apoio às práticas desportivas não-formais. (ART. 27º, LDB 9394/96)
Além da LDB, outros documentos também regem o ensino fundamental como Diretrizes Curriculares Nacionais para o Ensino Fundamental, o Plano Nacional de Educação (Lei nº 10.172/2001), os pareceres e resoluções do Conselho Nacional de Educação (CNE) e as legislações de cada sistema de ensino.
Segundo dados divulgados pelo MEC em janeiro de 2018, por meio do Censo Escolar da Educação Básica de 2017, um problema comum enfrentado pelas escolas públicas de ensino fundamental no Brasil é em relação a estrutura. O número de unidades com rede de esgoto é considerável baixo, com 41,6%. Outros 52,3% dispõem apenas de fossa, enquanto 6,1% das escolas não têm sistema de esgoto sanitário. Os estados da região Norte são os mais afetados por essa carência estrutural, o que se explicaria, principalmente, pela menor presença de rede pública de abastecimento nesta região. 

### Ensino Médio
É a última etapa do ensino básico e é papel dos estados torná-lo progressivamente obrigatório, levando em conta o número de vagas disponibilizadas. Possui no mínimo três anos de duração, e segundo a LDB os objetivos são:  I - a consolidação e o aprofundamento dos conhecimentos adquiridos no ensino fundamental, possibilitando o prosseguimento de estudos; II - a preparação básica para o trabalho e a cidadania do educando, para continuar aprendendo, de modo a ser capaz de se adaptar com flexibilidade a novas condições de ocupação ou aperfeiçoamento posteriores; III - o aprimoramento do educando como pessoa humana, incluindo a formação ética e o desenvolvimento da autonomia intelectual e do pensamento crítico e IV - a compreensão dos fundamentos científico-tecnológicos dos processos produtivos, relacionando a teoria com a prática, no ensino de cada disciplina.
Um problema bastante comum encontrado no ensino médio público é em relação ao alto número de evasão escolar, que é quando o aluno ou aluna saí da escola antes de terminar todo o ciclo escolar. O que leva isso a acontecer são motivos diversos.
Segundo a ONG Todos Pela Educação, entre os adolescentes de 15 a 17 anos, que deveriam estar no ensino médio, apenas 84,3% estudam. Estima-se que a maioria dos jovens que estão fora das salas de aulas é de meninas — um contingente de 1,2 milhão —, afastadas por fatores como gravidez precoce e violência.

## Ensino privado
Segundo Cunha, a educação privada no Brasil surgiu a partir do Ato à Constituição em 1834. Na época, a falta de recursos das províncias brasileiras abriu espaço para a iniciativa privada assumir a tarefa de ficar responsável pela educação. Conforme a realidade de cada província, a educação privada foi ganhando mais espaço, especialmente no nível secundário de educação. 
Atualmente, o ensino privado brasileiro atende todos os graus de ensino, igual ao público, passando pela educação infantil, ensino fundamental, médio e superior. No entanto, comparado com o ensino público brasileiro, o privado sofre bem menos com problemas de infraestrutura, e isso é perceptível perceber na prática e nas estatísticas, como é o caso do Censo Escolar de 2018, divulgado pelo MEC em janeiro de 2019.
Outra diferença nítida na relação ensino público x privado tange ao rendimento. Alunos que estudam em colégios privados geralmente são os que mais obtêm bons resultados em exames concorridos. Isso, na maioria das vezes, é atribuído ao fato da metodologia ser mais exigente, num sistema de metas a serem cumpridas. Em 2017, por exemplo, a instituição que teve melhor desempenho no ENEM, foi o Colégio Objetivo, uma das principais instituições de ensino privado do país.

### Educação infantil
A educação infantil privada é bem menos procurada do que a pública no Brasil. De acordo com o Censo Escolar de 2018, 103 mil estabelecimentos de ensino ofereciam pré-escola no Brasil em 2018, atendendo 5,2 milhões de alunos. Desses, apenas 23% frequentavam a rede privada. 
Na maioria das vezes, a educação infantil privada funciona como uma segunda opção, quando as vagas da educação infantil pública já estão esgotadas. Uma prática muito comum adotada pelos governos municipais é  a compra de vagas em creches e pré-escolas do ensino privado, dessa forma as crianças frequentam uma escola de educação infantil privada, mas com os custos bancados pelos governos municipais de cada cidade.

### Ensino Fundamental
O ensino fundamental privado também é menos procurado. Em 2018, entre os 15.176.420 matriculados nos anos iniciais do ensino fundamental, apenas 2.854.238  foram em escolas privadas de ensino. Nos anos finais, o número total de matriculados foi de 12.007.550 e apenas 1.817.893 em instituições privadas. 
No entanto, a infraestrutura das escolas de ensino fundamental privada é melhor do que as públicas. As maiores diferenças são em relação aos espaços de leitura/biblioteca, internet, internet banda larga e quadra esportiva. Essas dados também são do Censo Escolar 2018. 

### Ensino Médio
Seguindo a mesma tendência, o ensino médio privado também é menos procurado. No entanto, a diferença na infraestrutura entre instituições públicas e privadas é menor. 
Um dado curioso que o Censo trás é relação a porcentagem de escolas com laboratório de informática. O número de instituições privadas de ensino médio com laboratório é menor do que das instituições públicas. Enquanto a porcentagem para pública é de 82,1%, para particular a porcentagem é de 68,4%.